# Journal of Biosciences
Journal of Biosciences is een internationaal, aan collegiale toetsing onderworpen open access wetenschappelijk tijdschrift op het gebied van de biologie.
De naam wordt in literatuurverwijzingen meestal afgekort tot J. Biosci.
Het wordt uitgegeven door Springer Science+Business Media namens de Indian Academy of Sciences en verschijnt 4 keer per jaar.
Het tijdschrift is opgericht in 1934 als Proceedings of the Indian Academy of Sciences (Section B). In 1978 werd het gesplitst in 3 delen. Het deel Experimental Biology werd vanaf 1979 uitgegeven als Journal of Biosciences, en werd in 1991 onder dezelfde naam weer gecombineerd met de delen Animal Sciences en Plant Sciences.